# Cynomops abrasus
Cynomops abrasus је врста сисара из реда слепих мишева и породице Mormoopidae. 

## Распрострањење
Врста има станиште у Аргентини, Боливији, Бразилу, Венецуели, Гвајани, Колумбији, Парагвају, Перуу, Суринаму и Француској Гвајани.

## Станиште
Врста Cynomops abrasus има станиште на копну.

## Угроженост
Подаци о распрострањености ове врсте су недовољни.

### Популациони тренд
Популациони тренд је за ову врсту непознат.